# Ibargoiti
Ibargoiti è un comune spagnolo di 231 abitanti situato nella comunità autonoma della Navarra.